# Манич
 Тази статия е за селото в Сърбия.  За реката в Русия вижте Манич (река).  
Манич (на сръбски: Манић) е село в Сърбия, Белградски окръг, община Бараево.

## География
Намира се в югоизточната част на общината, източно от село Белина.

## Население
Населението на селото възлиза на 560 жители (2011 г.).
Етнически състав (2002)
- сърби – 454 жители (82,39%)
- цигани – 95 жители (17,24%)
- хървати – 1 жител (0,18%)
- недекларирали – 1 жител (0,18%)